# Pojma
La Pojma (in russo Пойма?) è un fiume della Siberia Orientale, affluente di sinistra della Birjusa. Scorre nei rajon Ilanskij e Nižneingašskij del Territorio di Krasnojarsk e nel Tajšetskij rajon dell'Oblast' di Irkutsk, in Russia.
Il fiume ha origine dagli speroni settentrionali dei monti Saiani Orientali e scorre in direzione nord-orientale. Ha una lunghezza di 382 km, l'area del suo bacino è di 8 640 km². Sfocia nella Birjusa a 339 dalla foce, vicino al villaggio di Mirnyj (pochi chilometri a sud di Novobirjusinskij). Gela nella seconda metà di ottobre/inizio novembre sino a fine aprile/inizio maggio.